# Aage Rosendal Nielsen
Aage Rosendal Nielsen (født 30. juni 1921, død 24. september 2003) var grundlægger af Nordenfjord World University, der forestod en række uddannelsesprojekter i Skyum Bjerge i Thy i perioden 1969 til 1991.

## Biografi
Aage Rosendal Nielsen var født og opvokset i Thy, men blev student fra Sorø Akademi, hvorefter han studerede teologi ved Københavns Universitet. Han boede i en årrække i USA, hvor han var tilknyttet Association for World Education og senere arbejdede for Unesco.
I 1968 vendte han hjem til Danmark sammen med nogle unge amerikanere, der ønskede at studere højskolebevægelsen. Herefter erhvervede han ejendommen, hvor Verdensuniversitetet blev grundlagt.
Nordenfjord World University havde baggrund i Ungdomsoprøret i Danmark, men var også inspireret af Grundtvigs tanker om folkehøjskoler. Det var således fællesskab og samtaler der blev fremhævet, ikke eksaminer og indlæring. Centret blev berømt i store dele af verden, da John Lennon og hustruen Yoko Ono blev inviteret til Thy af Rosendal. De optrådte inkognito i nogle dage, men da rygterne om deres tilstedeværelse bredte sig, afholdt de et pressemøde på NEC. Deres ophold i Thy fandt sted i perioden 3. til 26. januar 1970. Rosendal var hyppigt i kontakt med Lennon, indtil dennes død i 1980. Deres venskab byggede på en fælles kamp for fred i verden og en religiøs fællesinteresse.
Centret kom i løbet af 1980'erne i økonomiske vanskeligheder og lukkede i 1991. Rosendal vedblev dog indtil sin død at tro på sin grundlæggende filosofi, som han bl.a. anså for at være videreført i Nordisk Folkecenter for Vedvarende Energi, hvor der efter hans død er blevet indrettet et rum, der mindes ham og hans Verdensuniversitet.
Han er begravet ved kirken i Stagstrup.